# Para (novac)
Para (od turskog para „novac“ i perzijskog pārah, "komad") naziv je niza novčanih jedinica.
- Turski srebreni novac uveden 1623. godine.
- Od 1868. godine kada je Srbija uvela svoju valutu, para je stoti dio srpskog, odnosno kasnije jugoslavenskog dinara.
- Stoti dio crnogorskog perpera od 1910. do 1918.